# Pomodorino del piennolo del Vesuvio
Il Pomodorino del Piennolo del Vesuvio è una varietà di pomodoro coltivata esclusivamente sulle pendici vulcaniche del Vesuvio.
Già riconosciuto come prodotto agroalimentare tradizionale dalla regione Campania, il "Pomodorino del Piennolo del Vesuvio" è divenuta una DOP dal 2009.

## Storia
Il pomodorino conservato al piènnolo o in conserva è una delle produzioni più antiche e tipiche dell'area vesuviana. Le prime testimonianze documentate e tecnicamente dettagliate risalgono alle pubblicazioni della Regia Scuola Superiore di Agricoltura di Portici negli anni 1885, 1902 e 1916.
Nei secoli precedenti la coltivazione di questo tipo di pomodoro si era affermata sia per le ridotte esigenze colturali sia per l'idoneità alla lunga conservazione nei mesi invernali in virtù della consistenza della buccia.
L'antica diffusione di questa tipologia di pomodoro conservato era infatti legata alla necessità di disporre nei mesi invernali di pomodoro allo stato fresco per poter adeguatamente guarnire le preparazioni domestiche, da sempre molto diffuse nel napoletano fra cui pizze e primi piatti che richiedevano intensità di gusto e di fragranze.

## Caratteristiche
Il prodotto è ottenuto dalla specie Solanum lycopersicum Mill., derivanti dalle cultivar tradizionali note come Fiaschella, Lampadina, Patanara, Principe Borghese e Re Umberto un tempo coltivate nell'area. Le bacche, del peso non superiore a 30 grammi, hanno una forma ovale allungata, lievemente a pera o a cuore, di cui è ben visibile la parte apicale (il pizzo).
I pomodorini del Vesuvio si possono conservare a lungo grazie alla buccia spessa. Sono tradizionalmente raccolti a grappolo e appesi sui balconi, prendendo, in questo modo, il nome di piénnolo (pendolo) o spongillo (per il pizzo che presentano alla loro estremità).

## Zona di produzione
Per la zona di coltivazione molto ristretta, il prezzo imposto è leggermente più elevato rispetto agli altri esemplari più diffusi. I terreni nei quali si coltiva questa varietà sono il risultato di millenni di stratificazione della lava e sono difficilmente raggiungibili, in quanto ubicati ad alta quota. Per questo, a Napoli, i pomodori "a spongillo" sono detti anche "di montagna".
L'areale di produzione include i seguenti comuni della città metropolitana di Napoli: Boscoreale, Boscotrecase, Cercola, Ercolano, Massa di Somma, Ottaviano, Pollena Trocchia, Portici, Sant'Anastasia, San Giorgio a Cremano, San Giuseppe Vesuviano, San Sebastiano al Vesuvio, Somma Vesuviana, Terzigno, Torre Annunziata, Torre  del  Greco e Trecase.